# Киямов, Соли Саидович
Киямов Соли Саидович (род. 13 марта 1985 года, Бухара, Узбекистан) — спортсмен из Узбекистана, мастер спорта по боевому самбо, серебряный призёр чемпионата Центральной Азии 2010 года (Таджикистан) и 2013 года (Туркменистан), чемпион Азии по самбо 2012 года (Таиланд), чемпион Мировых игр по боям Ушу Саньда 2015 года (Таиланд), чемпион мира по профессиональному Муайтай 2015 года (Таиланд), бронзовый призёр мировых игр по боям Ушу Саньда (США, Орландо), бронзовый призёр чемпионата Азии по грэпплингу 2018 года (Бишкек).

## Биография
Родился в 1985 году в Бухаре. Когда ему было 7 лет его старший брат(мастер спорта по вольной борьбе) привёл его на тренировку по вольной борьбе к тренеру Халимову Латифу. Стал мастером спорта по вольной борьбе и поступил в университет в городе Бухара. После этого начал заниматься рукопашным боем у тренера Гиясова Тимура. Вышел на чемпионат международного турнира среди правоохранителей и гражданских. Потом пошёл на боевое самбо где его тренировал Хамидов Фарход в стилях кигбоксинг и муайтай. С ним он стал чемпионом республики и мастером спорта по кикбоксингу.